# Cacopsylla affinis
Cacopsylla affinis is een insect uit de familie der bladvlooien Psyllidae. Hij leeft monofaag op Rosaceae. Het veroorzaakt kleine putjes aan de onderzijde van het blad met bijbehorende vaak roodgekleurde, bultjes aan de bovenzijde. Hij overwintert als imago. 